# NGC 620
NGC 620 је галаксија у сазвежђу Андромеда која се налази на NGC листи објеката дубоког неба.
Деклинација објекта је + 42° 19' 22" а ректасцензија 1h 36m 59,6s. Привидна величина (магнитуда) објекта NGC 620 износи 12,9 а фотографска магнитуда 13,9. NGC 620 је још познат и под ознакама UGC 1150, MCG 7-4-6, CGCG 537-16, 5ZW 81, IRAS 01340+4204, PGC 5990.